# Râul Feldrișel
Râul Fedrișel este un curs de apă, afluent al râului Someșul Mare.

## Hărți
- Harta Munții Rodnei  Arhivat în 22 iulie 2020, la Wayback Machine.
- Harta Munții Rodnei
- ICPA - Comune vulnerabile - județul Bistrița-Năsăud  Arhivat în 12 ianuarie 2007, la Wayback Machine.